# The Dirt (singolo)
The Dirt è un singolo del cantante svedese Benjamin Ingrosso, pubblicato il 17 gennaio 2020 su etichetta TEN Music Group.

## Promozione
Ingrosso ha eseguito The Dirt per la prima volta alla cerimonia annuale dei Grammis il 6 febbraio 2020.

## Video musicale
Il video musicale è stato reso disponibile il 17 gennaio 2020, in concomitanza con l'uscita del singolo.

## Tracce
Testi e musiche di Benjamin Ingrosso, Didrik Franzén, Hampus Lindvall, Markus Sepehrmanesh e Valentin Brunel.
Download digitale
1. The Dirt – 2:32
2. The Dirt (Alternative Version) – 2:52

Download digitale – Younotus Remix
1. The Dirt (Younotus Remix) – 2:39

Download digitale – Nevada Remix
1. The Dirt (Nevada Remix) – 2:52

## Formazione
- Benjamin Ingrosso – voce
- Didrik Franzén – produzione
- Hampus Lindvall – produzione
- Valentin Brunel – produzione
- Björn Engelmann – ingegneria del suono

## Classifiche
| Classifica (2020) | Posizione massima |
| ----------------- | ----------------- |
| Svezia            | 14                |